# Misterhults landskommun
Misterhults landskommun var en tidigare kommun i Kalmar län.

## Administrativ historik
Den 1 januari 1863 började kommunalförordningarna gälla och då inrättades cirka 2 500 kommuner (städer, köpingar och landskommuner), tillsammans täckande hela landets yta.
I Misterhults socken i Tunaläns härad i Småland inrättades då denna kommun. År 1878 bröts den så kallade municipalköpingen Figeholm ut för att bilda en egen köpingskommun, Figeholms köping.
Den landsomfattande kommunreformen 1952 innebar en återförening genom att Figeholm köping gick upp Misterhult. Köpingens upphörande bestämdes i besluten från den 31 mars 1950 och 22 juni 1951. Ordningsstadgan, byggnadsstadgan och hälsovårdsstadgan fortsatte dock att gälla inom köpingens före detta område, som dock inte skulle utgöra ett municipalsamhälle.
Misterhult kom att ingå i Oskarshamns kommunblock, där sammanläggningen till Oskarshamns stad genomfördes år 1967 som sedan 1971 ombildades till Oskarshamns kommun.
Kommunkoden 1952-1966 var 0813.

### Kyrklig tillhörighet
I kyrkligt hänseende tillhörde landskommunen Misterhults församling, som från och med den 1 januari 1952 var uppdelad på två kyrkobokföringsdistrikt: Misterhults norra och Misterhults södra.

## Kommunvapnet
Blasonering: I rött en ginbalkvist ställd fisk (sill) av silver med blå beväring samt åtföljd på vardera sidan av en sexuddig stjärna av guld.
Detta vapen fastställdes av Kungl. Maj:t den 17 december 1954 och avskaffades när kommunen upphörde den 1 januari 1967.

## Geografi
Misterhults landskommun omfattade den 1 januari 1952 en areal av 418,46 km², varav 404,98 km² land.

### Tätorter i kommunen 1960
| Tätort     | Folkmängd |
| ---------- | --------- |
| Figeholm   | 694       |
| Fårbo      | 328       |
| Misterhult | 288       |

Tätortsgraden i kommunen var den 1 november 1960 35,3 procent.

## Politik

### Mandatfördelning i valen 1938-1962
| 9 | 2 | 4 | 1 | 4 |

| 20 |

| 9 | 1 | 5 | 1 | 4 |

| 20 |

| 9 | 5 | 1 | 5 |

| 20 |

| 14 | 6 | 4 | 6 |

| 27 |

| 14 | 4 | 4 | 8 |

| 29 |

| 14 | 5 | 3 | 8 |

| 28 |

| 14 | 6 | 3 | 7 |

| 28 |